# Erik de Bruin
Erik de Bruin (ur. 25 maja 1963 w Hardinxveld-Giessendam) – holenderski lekkoatleta specjalizujący się w rzucie dyskiem i pchnięciu kulą, dwukrotny uczestnik letnich igrzysk olimpijskich (Los Angeles 1984, Seul 1988).
Mąż irlandzkiej pływaczki Michelle Smith (trzykrotnej mistrzyni olimpijskiej z 1996), starszy brat dyskobolki Corrie de Bruin.
W 1993 r. został zdyskwalifikowany za stosowanie niedozwolonych środków dopingujących.

## Sukcesy sportowe
- dwunastokrotny mistrz Holandii w pchnięciu kulą – 1981, 1982, 1983, 1984, 1985, 1986, 1987, 1988, 1990, 1991, 1992, 1993
- trzynastokrotny mistrz Holandii w rzucie dyskiem – 1981, 1982, 1983, 1984, 1985, 1986, 1987, 1988, 1989, 1990, 1991, 1992, 1993[1]
- trzynastokrotny halowy mistrz Holandii w pchnięciu kulą – 1981, 1982, 1983, 1984, 1985, 1986, 1987, 1988, 1989, 1990, 1991, 1992, 1993[2]

| Rok  | Miasto      | Zawody                      | Konkurencja                 | Wynik                 |
| ---- | ----------- | --------------------------- | --------------------------- | --------------------- |
| 1981 | Utrecht     | mistrzostwa Europy juniorów | rzut dyskiem                | brązowy medal         |
| 1984 | Los Angeles | igrzyska olimpijskie        | pchnięcie kulą rzut dyskiem | 8. miejsce 9. miejsce |
| 1986 | Stuttgart   | mistrzostwa Europy          | rzut dyskiem                | 6. miejsce            |
| 1988 | Seul        | igrzyska olimpijskie        | rzut dyskiem                | 9. miejsce            |
| 1989 | Haga        | halowe mistrzostwa Europy   | pchnięcie kulą              | 6. miejsce            |
| 1990 | Split       | mistrzostwa Europy          | rzut dyskiem                | srebrny medal         |
| 1991 | Tokio       | mistrzostwa świata          | rzut dyskiem                | srebrny medal         |

## Rekordy życiowe
- rzut dyskiem – 68,12 – Sneek 01/04/1991 (rekord Holandii)
- pchnięcie kulą – 20,95 – Leiden 14/05/1986
- pchnięcie kulą (hala) – 20,60 – Dortmund 08/121985